# Tanyderidae
Tanyderidae Osten Sacken, 1879, è una piccola famiglia di insetti dell'ordine dei Ditteri (Nematocera: Ptychopteromorpha), apparentemente simili ai Tipulomorpha, di particolare importanza dal punto di vista evoluzionistico e naturalistico. Insetti rari, nonostante l'ampia diffusione, sono ritenuti fra i più antichi ditteri, fra quelli esistenti, per la presenza di caratteri primitivi, riscontrati per lo più in nematoceri fossili. L'aspetto di maggiore importanza è la presenza di tutte e cinque le ramificazioni della radio terminanti sul margine dell'ala, caso alquanto raro fra i Ditteri esistenti.

## Descrizione
Insetti di medio-grandi dimensioni, gli adulti hanno un corpo esile, lungo 1-4 cm, con capo bene evidente, ali larghe e lunghe, zampe lunghe e sottili. La livrea è caratterizzata dalla marcata pigmentazione zonale della nervatura e della membrana, a bande trasversali.
Il capo è ben distinto dal torace per la presenza di un collo relativamente lungo, ha una capsula cranica piccola e globosa, con regione clipeale prolungata in avanti. Le antenne sono moniliformi, composte da 15-25 articoli, gli occhi grandi, gli ocelli assenti. Marcato è lo sviluppo dei palpi mascellari.
Le ali sono ampie, lunghe e provviste di un lobo anale particolarmente pronunciato. La complessa nervatura denota il carattere primitivo di questa famiglia: in questi insetti, infatti, sono presenti quasi tutte le ramificazioni contemplate dal sistema Comstock-Needham, con particolare riferimento alla radio (cinque).
La costa si estende su tutto il margine dell'ala. La subcosta termina con due rami, confluenti rispettivamente sulla costa e sul ramo anteriore della radio (R1); quest'ultimo è in genere considerato una nervatura trasversale, denominata subcostale-radiale (sc-r).

Schema della nervatura alare. C: costa; Sc: subcosta; R: radio; M: media; Cu: cubito; A: anale; h: omerale; sc-r: subcostale-radiale; r-m: radio-mediale; m-m: mediale; m-cu: medio-cubitale; d: cellula discale.

La radio, come si è detto, presenta tutti e cinque i rami confluenti sul margine. Si tratta di un caso raro fra i Ditteri esistenti, che di norma hanno due o più rami del settore radiale fusi tra loro o, quando sono presenti tutti, hanno il ramo R2 confluente su R1. La ramificazione si sviluppa su tre ordini: la prima divide la radio nel ramo anteriore (R1) e nel settore radiale (Rs). Quest'ultima si divide a sua volta in R2+3 e R4+5. Un terzo ordine di ramificazione suddivide le due branche del settore radiale nei quattro rami terminali.
La media ha tre ramificazioni M1, M2 e M3. La cubito è rappresentata dal solo ramo anteriore, che si suddivide in due branche (CuA1 e CuA2), e le anali da una sola vena completa (A1).
Nella nervatura alare dei Tanyderidae, oltre alle vene trasverse generalmente presenti nei nematoceri (radio-mediale e medio-cubitale) e che chiudono le due cellule basali, si aggiunge una mediale, che connette M2 a M3, chiudendo la cellula cellula discale.

## Biologia e habitat
La biologia di questa famiglia è quasi del tutto sconosciuta. Allo stadio larvale sono conosciute solo alcune specie nordamericane e altre australiane. Le larve delle specie nordamericane, si rinvengono nella sabbia umida delle rive di grandi corsi d'acqua. Quelle australiane sono invece presenti in substrati organici emergenti dall'acqua di torrenti montani.
Gli adulti sono reperibili nelle immediate vicinanze dei luoghi natali e si presume che abbiano una vita molto breve, dell'ordine di pochi giorni. I maschi possono riunirsi in sciami, visibili alla sera, mentre durante il giorno stazionano fra la vegetazione erbacea e arbustiva presso le rive dei fiumi.

## Sistematica e filogenesi
Per le complesse relazioni morfologiche e filogenetiche, in particolare la presenza negli adulti di caratteri primitivi ricorrenti in famiglie estinte di nematoceri e la presenza di affinità morfologiche con le larve dei Culicomorpha, la posizione sistematica della famiglia è piuttosto incerta. Negli anni settanta e ottanta, i Tanyderidae erano sostanzialmente messi in relazione con gli Psychodomorpha e i Tipulomorpha: HENNIG (1973) incluse i Tanyderidae fra gli Psychodomorpha, ROHDENDORF et al. (1974) fra i Tipulomorpha (insieme agli Psychodidae). WOOD & BORKENT (1986) e OOSTERBROEK & COURTNEY (1995) correlarono invece il clade Tanyderidae+Ptychopteridae alla linea dei Culicomorpha, distanziando perciò i Tanyderidae, nell'albero filogenetico, rispetto alla posizione sia dei Tipulomorfi sia degli Psicodomorfi. Questa interpretazione è attualmente sostenuta, dal punto di vista tassonomico, dall'aggregazione delle famiglie Tanyderidae e Ptychopteridae nell'infraordine Ptychopteromorpha, definito da WOOD & BORKENT. Uno studio più recente, svolto da BERTONE et al. (2008), riprenderebbe - sia pure con basi differenti e più approfondite - l'inquadramento filogenetico di HENNIG: secondo BERTONE et al., i Tanyderidae risulterebbero correlati agli Psychodidae e andrebbero perciò inquadrati fra gli Psychodomorpha.
L'incerta collocazione di questa famiglia comporta l'esistenza, nella letteratura relativamente recente, di differenti inquadramenti tassonomici, perciò i Tanyderidae sono citati talvolta nell'ambito degli Psychodomorpha talvolta nei Ptychopteromorpha. Quest'ultima collocazione sistematica è, comunque, quella più ricorrente.
La famiglia comprende 38 specie descritte, ripartite fra 7 generi. La distribuzione frammentata implica la ricorrenza di un elevato numero di endemismi a livello di genere o di specie:
- Araucoderus:
  - Araucoderus gloriosus (syn. Tanyderus gloriosus, Patagonia)
- Eutanyderus:
  - Eutanyderus oreonympha (Nuovo Galles del Sud)
  - Eutanyderus wilsoni (Victoria)
- Peringueyomyina:
  - Peringueyomyina barnardi (Sudafrica)
- Protanyderus:
  - Protanyderus alexanderi (Giappone)
  - Protanyderus esakii (Giappone, Cina, Mongolia, Siberia orientale)
  - Protanyderus margarita (Columbia Britannica, Oregon, Idaho, Colorado)
  - Protanyderus redeli (Tagikistan)
  - Protanyderus schmidi (India settentrionale)
  - Protanyderus sikkimensis (Sikkim)
  - Protanyderus stackelbergi (Mongolia, Siberia orientale)
  - Protanyderus vanduzeei (syn. Protoplasa vanduzeei, California)
  - Protanyderus venustipes (Sikkim)
  - Protanyderus vipio (syn. Protoplasa vipio, California, Oregon)
  - Protanyderus yankovskyi (Siberia orientale, Corea)
- Protoplasa (syn. Idioplasta):
  - Protoplasa fitchii (regioni orientali del Nordamerica, dal Québec alla Florida)
- Radinoderus:
  - Radinoderus caledoniana (Nuova Caledonia)
  - Radinoderus dorrigensis (Nuovo Galles del Sud)
  - Radinoderus holwayi (Isole Salomone)
  - Radinoderus mirabilis (syn. Tanyderus mirabilis, Nuova Guinea)
  - Radinoderus ochroceratus (Isole Salomone)
  - Radinoderus ornatissimus (Molucche)
  - Radinoderus pictipes (Nuova Guinea)
  - Radinoderus supernumerarius (Nuova Guinea)
  - Radinoderus toxopei (Nuova Guinea)
- Tanyderus (syn. Mischoderus[5], Nothoderus[6], Neoderus[7])
  - Tanyderus annuliferus (Nuova Zelanda)
  - Tanyderus beckeri (syn. Protanyderus beckeri, Turkmenistan, Kirghizistan, Tagikistan)
  - Tanyderus australiensis (Tasmania)
  - Tanyderus forcipatus (Nuova Zelanda)
  - Tanyderus marginatus (Nuova Zelanda)
  - Tanyderus neptunus (Nuova Zelanda)
  - Tanyderus occidentalis (syn. Radinoderus occidentalis, Australia occidentale)
  - Tanyderus oculatus (syn. Radinoderus oculatus, Nuova Guinea)
  - Tanyderus patagonicus (Patagonia)
  - Tanyderus pictus (Cile)
  - Tanyderus solomonis (syn. Radinoderus solomonis, Isole Salomone)
  - Tanyderus terraereginae (syn. Radinoderus terraereginae, Queensland)
  - Tanyderus varipes (Nuova Zelanda)

Nonostante l'indubbia origine antica di questa famiglia, pochi sono i reperti fossili. Oltre a due specie del genere Macrochile, ritrovate nell'ambra baltica (Cenozoico), altre specie fossili, attribuite ai generi Nannoderus, Praemacrochile, Protanyderus, Tanyderites, sono datate a differenti periodi del Mesozoico, dal Triassico al Cretacico. Secondo BERTONE et al. (2008), l'origine ancestrale della famiglia risalirebbe al Cretacico.

## Distribuzione
I Tanyderidae hanno un'ampia distribuzione ma fortemente frammentata e sono rappresentati per lo più da specie endemiche. Questa prerogativa, unitamente alla presenza di caratteri primitivi e alla correlazione morfologica e filogenetica con altri ditteri primitivi, fa ritenere che si tratti di una famiglia relitta le cui origini risalgono agli inizi del Mesozoico.
La famiglia è rappresentata da specie presenti in tutti i continenti, ad eccezione dell'Europa e dell'Antartide, con una maggiore frequenza nelle zone temperate, mentre nelle regioni tropicali è presente solo nella regione australasiana. I generi Protanyderus e Tanyderus hanno un'ampia distribuzione (rispettivamente oloartico il primo, circumantartico e paleartico il secondo). In dettaglio, la famiglia è così distribuita:
- regione neartica: un genere endemico (Protoplasa) oltre a Protanyderus;
- regione neotropicale: un genere endemico (Araucoderus) oltre a Tanyderus;
- regione paleartica: due generi ad ampia distribuzione, Protanyderus e Tanyderus;
- regione orientale: solo il genere Protanyderus;
- regione afrotropicale: un genere endemico (Peringueyomyina)
- regione australasiana: due generi endemici (Eutanyderus, Radinoderus) oltre a Tanyderus.

I Tanyderidae sono invece del tutto assenti nel paleartico occidentale (Europa, Nordafrica, Medio Oriente), in cui è rappresentata solo da fossili rinvenuti nell'ambra baltica.